# Wipkingerbrücke
Die Wipkingerbrücke ist eine Strassenbrücke in Zürich. Sie wurde 1872 eröffnet, überquert die Limmat und verbindet Wipkingen mit dem Escher-Wyss-Platz im Industriequartier.

## Geschichte

### Vorgeschichte
Um 1830 gab es zwischen Baden und Zürich nur drei Limmatübergänge: die Holzbrücke Wettingen-Neuenhof, die Fähre beim Kloster Fahr und die Fähre bei Oberengstringen. Die westlichste Brücke in Zürich war die Bahnhofbrücke. Ab 1841 betrieb der Besitzer des Wirtshauses Anker in Wipkingen einen Fährdienst nach Aussersihl. In den 1860er-Jahren war es der grösste Wunsch der Wipkinger, neben einem eigenen Bahnhof an der Strecke von Zürich nach Oerlikon auch eine Brücke über die Limmat zum Sihlfeld zu haben. Dieses Gebiet gehörte zur 1787 von Wiedikon losgelösten Gemeinde Aussersihl. Deren Siedlungskern lag zwar ungefähr zwei Kilometer vom möglichen südlichen Brückenkopf entfernt, aber das ebene Gelände des Sihlfelds entlang dem südlichen Limmatufer eignete sich für den Bau von Industrieanlagen.
Das Projekt stand in Konkurrenz zum Wunsch der Höngger nach einer Brücke über die Limmat, welche für das Dorf den Anschluss an den Bahnhof Altstetten geschaffen hätte. Aussersihl erhob gegen dieses Projekt Einsprache, weil es wenig Nutzen von dieser Brücke am äussersten westlichen Rand der Gemeinde gehabt hätte.
Als 1870 der Ersatz der Wagenfähre des Ankerwirtes anstand, stiess dieser selbst den Brückenbau an. Die Gemeinderäte von Wipkingen und Aussersihl unterstützten das Vorhaben. Eine Sammlung bei Bauern und Unternehmern brachte in Aussersihl 13’786 Franken und in Wipkingen 6’167 Franken ein. Eine Kommission beauftragte den Mechaniker Robert Reimann aus Wald mit dem Bau einer von zwei gemauerten Pfeilern getragenen Eisenbrücke, die 5,4 Meter breit war.

### Erste Brücke

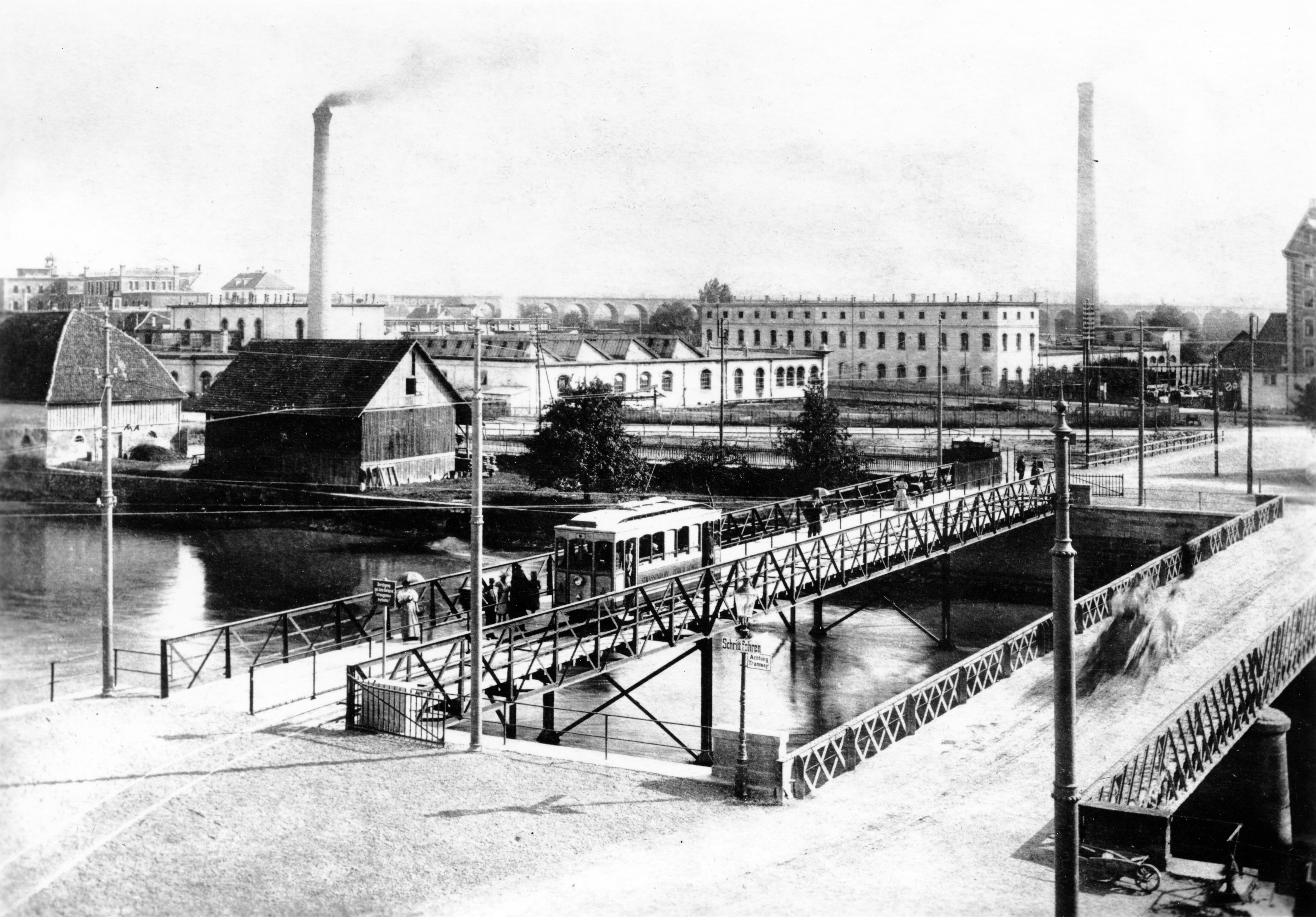
Erste Wipkingerbrücke um die Jahrhundertwende. Links der Steg der Strassenbahn.

Die Fertigstellung der Brücke verzögerte sich, weil 1870 der Deutsch-Französische Krieg ausbrach, sodass Eisen Mangelware war und die meisten Männer zum Wehrdienst gerufen worden waren. Der Frühling 1871 war sehr regenreich, sodass der Pegel der Limmat anstieg und den für die Bauarbeiten errichteten Steg wegriss. Dabei stürzte auch ein Lokomobil, das wahrscheinlich zum Rammen der Pfähle für die Fundierung der Pfeiler genutzt wurde, in den Fluss. Die Pfeiler für die Brücke waren im Januar 1872, der wassergebundene Belag der Brücke im März des gleichen Jahres vollendet. Eigentlich hätte die Einweihung der Brücke zusammen mit jener des Schulhauses Rosengartenstrasse im April erfolgen sollen. Dies war nicht möglich, weil auf der Wipkinger Seite die Zufahrt zur Brücke noch nicht gebaut war. Die Brücke wurde dennoch 1872 eröffnet, allerdings ohne Fest. Sie war vorerst namenlos und erhielt erst 1893 bei der Eingemeindung von Wipkingen und Aussersihl in die Stadt Zürich den Namen Wipkingerbrücke.
Ende August 1898 nahm die Strassenbahn Zürich–Höngg den Betrieb auf. Sie überquerte auf einem für 30'000 Franken gebauten eigenen Steg östlich der Brücke die Limmat, weil die Brücke keine ausreichende Tragkraft für die schweren Tramwagen gehabt hätte.

### Zweite Brücke

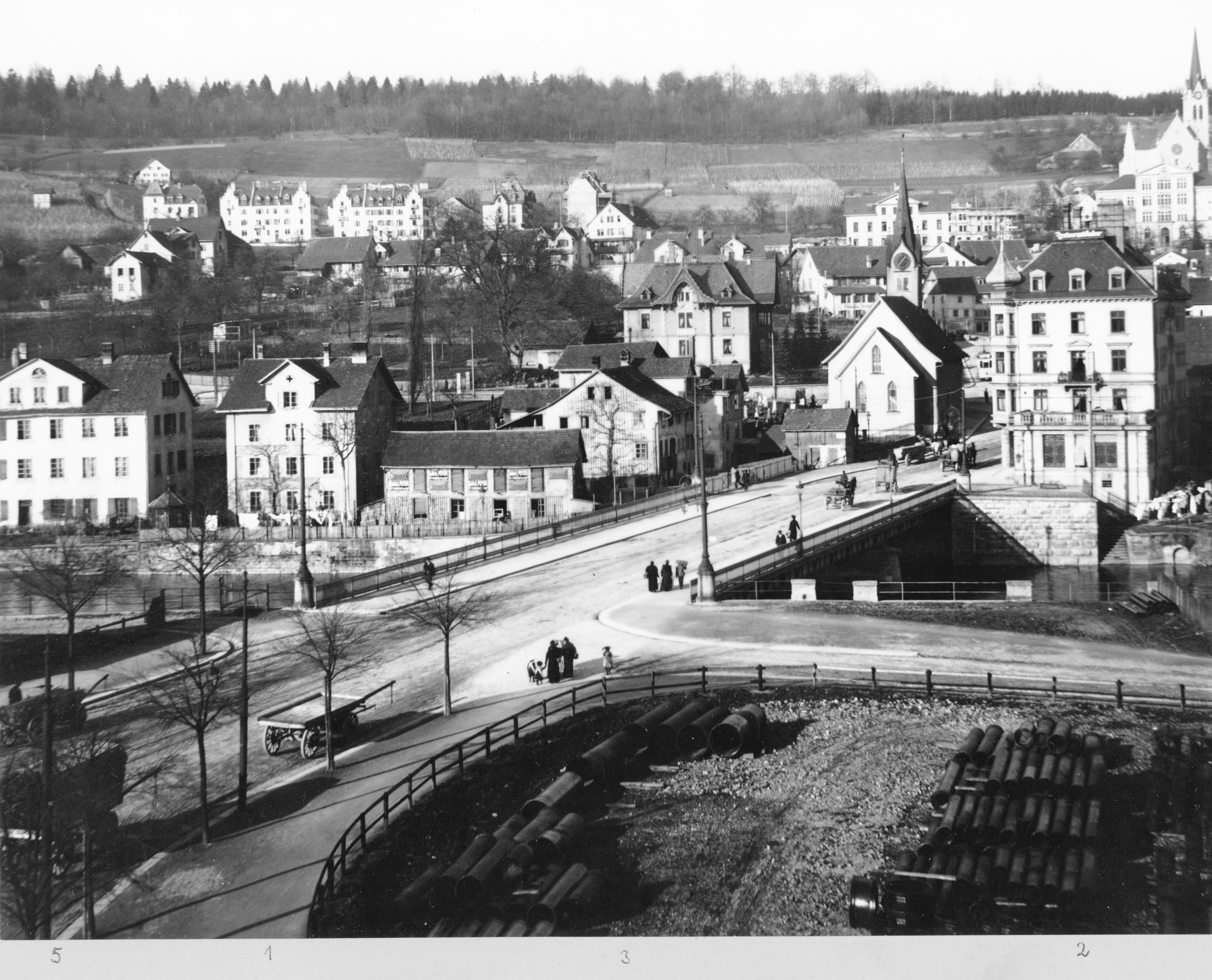
Zweite Wipkingerbrücke. Blick nach Norden mit der 1910 abgebrochenen alten Kirche von Wipkingen.

Die erste Wipkingerbrücke konnte den Verkehr schon bald nicht mehr bewältigen. Der Bedarf an Wohnungen in Wipkingen war stark angestiegen, nachdem die Maschinenfabrik Escher Wyss im Industriequartier gebaut worden war.
Am 17. August 1900 nahm das Volk die Vorlage über eine Verbreiterung der Wipkingerbrücke an, elf Monate später konnte die neue Brücke schon eingeweiht werden. Der Brückenüberbau mit den darin eingelassenen Tramgleisen war 18 Meter breit, was die Brücke zum breitesten Flussübergang zwischen Zürich und Baden machte. Der Baukredit reichte aber nicht für einen Asphaltbelag aus, weshalb die Brücke wiederum nur mit einem wassergebundenen Belag versehen wurde.
Das Projekt, den nicht mehr benötigten Tramsteg flussaufwärts an der Stelle des Dammstegs weiterzunutzen, wurde fallen gelassen. Der Steg wäre für die neue Stelle zu kurz gewesen und hätte wegen seiner Breite massivere Pfeiler im Fluss benötigt als ein schmaler leichter Neubau. Der Tramsteg konnte deshalb nur noch zum Preis von 2000 Franken an einen Schrotthändler verkauft werden.

### Dritte Brücke

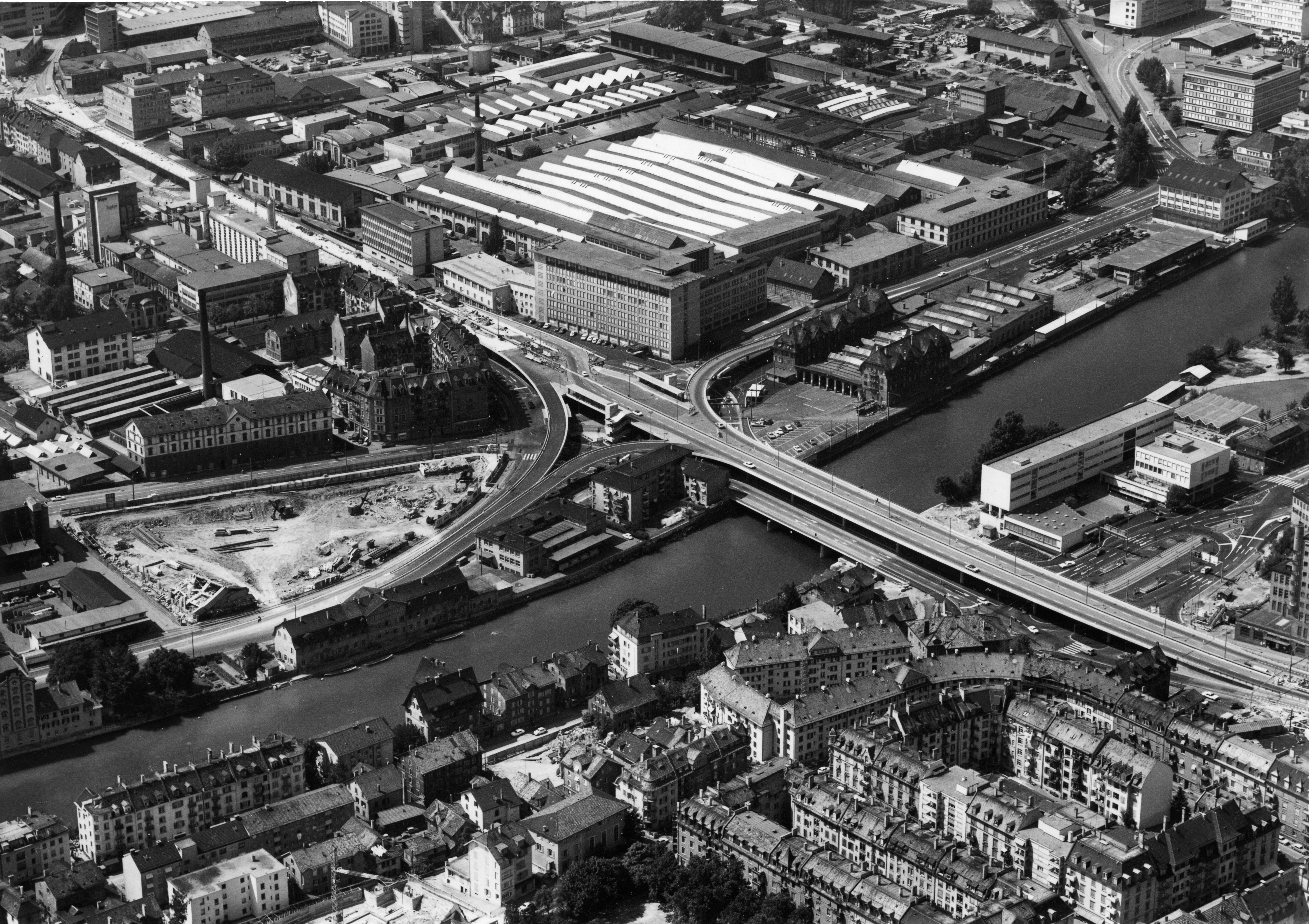
Dritte doppelstöckig ausgeführte Wipkingerbrücke, der obere Teil gehört zur Hardbrücke im Verlauf der Westtangente

Ende der 1960er-Jahre wurde die Wipkingerbrücke als doppelstöckiges Bauwerk neu erstellt. Die obere Etage wird heute zur Hardbrücke gezählt, die zu einer der wichtigsten Stadtdurchfahrten vom Glattal in Richtung linkes Zürichseeufer wurde, zumal das Zürcher Expressstrassen-Y nicht gebaut wurde. Erst die Eröffnung der Westumfahrung im Mai 2009 entlastete die Verbindung vom Durchgangsverkehr.

## Bauwerk
Die dritte Brücke besteht aus drei unabhängigen Überbauten, die von zwei Pfeilern in der Limmat getragen werden. Oberwasser- und Unterwasserbrücke tragen je zwei Spuren für den Strassenverkehrs und ein Trottoir, die mittlere Brücke trägt die beiden Gleise der Tramlinie 13 der VBZ und die vier Fahrspuren der Hochstrasse.